# Francesco Troccoli

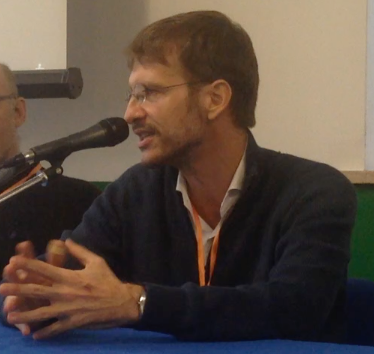
Francesco Troccoli alla manifestazione Stranimondi, Milano, 2016

Francesco Troccoli (Roma, 10 febbraio 1969) è uno scrittore italiano.

## Biografia
Laureato in farmacia, nel 2008 abbandona la carriera di dirigente in una multinazionale farmaceutica per dedicarsi alla scrittura e alla traduzione in campo tecnico-scientifico, dopo aver esordito con alcuni racconti, tra i quali Profezia, con cui si aggiudica il Premio Apuliacon nel 2007.
Nel 2008 risulta secondo classificato al Trofeo RiLL e nel 2009 vincitore del Premio Speciale Lucca Comics & Games (premio SFIDA bandito da RiLL per i finalisti delle precedenti edizioni).
Nel 2013 il suo romanzo di esordio, Ferro sette è finalista al Premio Italia e Vegetti; nel 2017, il suo romanzo Mondi senza tempo è finalista del Premio Italia.
Nel 2020 vede la luce il suo romanzo Mare in fiamme, il primo di narrativa generalista. 

### Carriera letteraria
Troccoli ha esordito sulla scena della fantascienza nel 2012 con l'uscita del romanzo Ferro Sette, edito dalla Armando Curcio Editore, al quale è seguito, sempre per Curcio, Falsi Dèi. I due romanzi, riproposti da Delos Books in formato elettronico (collana Delos Digital), sono ambientati nel cosiddetto "Universo Insonne", in cui si colloca anche Mondi senza tempo, edito da Delos. Sempre ambientati nell'Universo insonne il prequel Hypnos (racconto lungo) e il midquel La Repubblica dei Sogni, entrambi editi da Delos.
Al di fuori del ciclo dell'insonne ha pubblicato Domani Forse Mai (Wild Boar Edizioni, 2012), raccolta di racconti fantastici curata dall'associazione RiLL.
In concomitanza con l'uscita del romanzo Mare in fiamme, in un'intervista Troccoli dichiara di volersi dedicare, per il futuro, sia alla scrittura di genere che a quella "mainstream"..
È stato membro della Carboneria Letteraria (laboratorio di scrittura collettiva fondato da Paolo Agaraff).

## Opere

### Ciclo dell'Universo insonne

#### Cartacei
- Ferro Sette, Roma, Armando Curcio Editore, 2012, ISBN 9788865305768.
- Falsi Dei, Roma, Armando Curcio Editore, 2013, ISBN 9788897508540.
- Mondi senza tempo, Milano, Delos Books, 2016, ISBN 9788865306994.

#### Ebook
- Hypnos, Milano, Delos Books, 2015, ISBN 9788867759767.
- Ferro Sette, Milano, Delos Books, 2016, ISBN 9788897508205.
- Falsi Dei, Milano, Delos Books, 2016, ISBN 9788865306246.
- Mondi senza tempo, Milano, Delos Books, 2016, ISBN 9788865306772.
- La repubblica dei sogni, Milano, Delos Books, 2017, ISBN 9788825400724.

### Altre pubblicazioni
- Domani forse mai, Genova, Wild Boar Edizioni, 2012, ISBN 9788895186061.
- Ipse dixit, Milano, Delos Books, 2016, ISBN 9788865308080. (ebook)
- Das Apfelstrudel, Milano, Delos Books, 2016, ISBN 9788865307991. (ebook)
- Mare in fiamme, Roma, L'Asino d'Oro Edizioni, 2020, ISBN 9788864435497.
- Dugo e le stelle, Roma, L'Asino d'Oro Edizioni, 2025, ISBN 9788864437279.

### Curatele
- Francesco Troccoli e Alberto Cola (a cura di), Crisis, Milano, Edizioni Della Vigna, 2013, ISBN 9788862761079.

### Come traduttore
- Walter Jon Williams, Il giorno dell'incarnazione, Milano, Delos Books, 2014, ISBN 9788867755691. (ebook)
- Sabina Knight, Letteratura cinese, Milano, Hoepli, 2021, ISBN 9788820395803. (con Federica Casalin)
- Kintto Lucas, Il naufragio dell'umanità, Roma, Editoriale Novanta 2022, ISBN 9788894977509.